# Torneo Bicentenario de Rugby 2017
El Torneo Bicentenario de Rugby de 2017 fue la primera edición del torneo de rugby que enfrentó a equipos de Argentina y Chile.

## Primera fase
|  | Finalistas. |

### Grupo A
| Pos. | Equipo               | Encuentros | Encuentros | Encuentros | Encuentros | Tantos | Tantos | Tantos | PB | PB | Puntos |
| Pos. | Equipo               | PJ         | PG         | PE         | PP         | F      | C      | Dif    | BO | BD | Puntos |
| ---- | -------------------- | ---------- | ---------- | ---------- | ---------- | ------ | ------ | ------ | -- | -- | ------ |
| 1.º  | Mendoza R.C.         | 4          | 3          | 0          | 1          | 297    | 156    | +141   | 3  | 1  | 16     |
| 2.º  | C.P.B.M.             | 4          | 3          | 0          | 1          | 220    | 180    | +40    | 0  | 1  | 13     |
| 3.º  | San Jorge R.C.       | 4          | 2          | 0          | 2          | 240    | 98     | +142   | 2  | 0  | 10     |
| 4.º  | Universidad Católica | 4          | 2          | 0          | 2          | 260    | 284    | -24    | 2  | 0  | 10     |

### Grupo B
| Pos. | Equipo                | Encuentros | Encuentros | Encuentros | Encuentros | Tantos | Tantos | Tantos | PB | PB | Puntos |
| Pos. | Equipo                | PJ         | PG         | PE         | PP         | F      | C      | Dif    | BO | BD | Puntos |
| ---- | --------------------- | ---------- | ---------- | ---------- | ---------- | ------ | ------ | ------ | -- | -- | ------ |
| 1.º  | Universitario Mendoza | 4          | 2          | 0          | 2          | 286    | 273    | +13    | 2  | 0  | 10     |
| 2.º  | Old Boys              | 4          | 2          | 0          | 2          | 64     | 108    | -44    | 1  | 1  | 10     |
| 3.º  | Belgrano R.C.         | 4          | 1          | 0          | 3          | 166    | 266    | -100   | 1  | 0  | 5      |
| 4.º  | PWCC                  | 4          | 1          | 0          | 3          | 202    | 370    | -168   | 0  | 0  | 4      |

## Final
| 8 de abril de 2017 | Mendoza R.C. | 37 - 26 | Universitario Mendoza |  |  |

| Bandera de Argentina |
| Campeón Mendoza R.C. |
| Primer título        |